# Willi Möhle
Willi Möhle (* 1950) ist ein ehemaliger deutscher Handballspieler und -trainer.

## Werdegang
Willi Möhle spielte als Torwart in den 1970er Jahren für den TuS Nettelstedt. Mit den Nettelstedtern erreichte Möhle 1975 das letzte Endspiel um die deutsche Meisterschaft im Feldhandball, das mit 14:15 gegen die TSG Haßloch verloren wurde. Ein Jahr später stieg Möhle mit dem TuS Nettelstedt im Hallenhandball in die Bundesliga auf. Nach seinem Karriereende wurde er Anfang der 1980er Jahre Trainer und Manager der Spvg Versmold und führte den Verein 1985 in die Oberliga Westfalen, 1988 in die Regionalliga und schließlich 1992 in die 2. Bundesliga. Später war er noch als Trainer beim TuS Spenge, der HSG Holzhausen-Hartum, der zweiten Herrenmannschaft des TuS Nettelstedt sowie bei den Sportfreunden Loxten aktiv.